# Kulturstiftung des Bundes

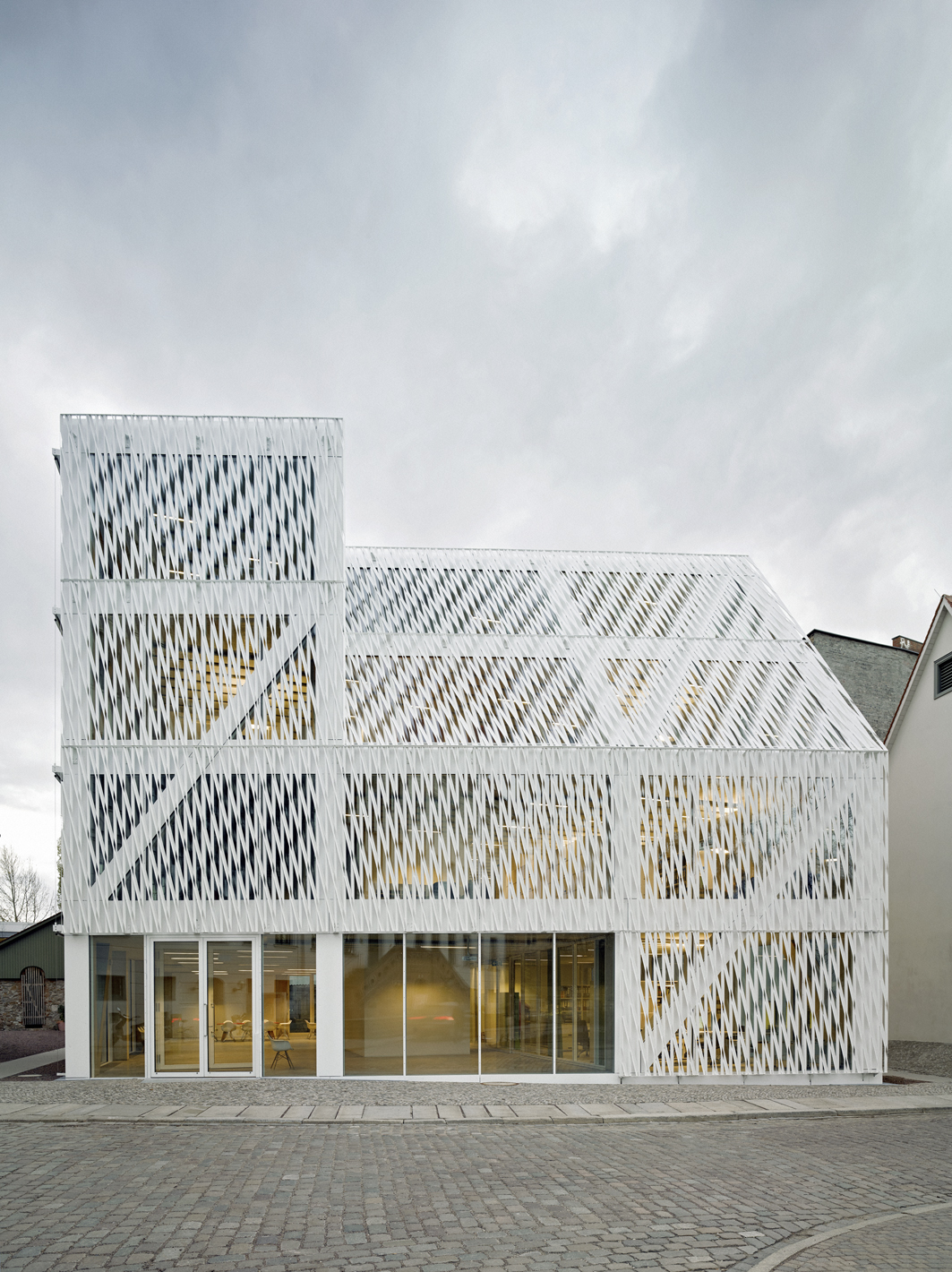
Hauptsitz der Kulturstiftung des Bundes in Halle (Saale)

Die Kulturstiftung des Bundes ist eine am 21. März 2002 gegründete deutsche rechtsfähige Stiftung des bürgerlichen Rechts mit Sitz in Halle (Saale).
Die Stiftung ist eine der größten von öffentlicher Hand geförderten Kulturstiftungen Europas. Im Jahr 2023 erhält sie 40 Millionen Euro aus dem Haushaltsplan der Beauftragten der Bundesregierung für Kultur und Medien. Seit ihrer Gründung hat die Stiftung mehr als 4.000 Projekte der Gegenwartskultur gefördert. Den Vorstand bilden die Künstlerische Direktorin Katarzyna Wielga-Skolimowska und die Verwaltungsdirektorin Kirsten Haß.
Die Motivation zur Gründung der Stiftung, die vom damaligen Beauftragten für Kultur und Medien Julian Nida-Rümelin initiiert wurde, lag in der besonders nach der deutschen Wiedervereinigung immer deutlicher werdenden Erkenntnis, dass bestimmte kulturelle Vorhaben und Institutionen bundesweite Bedeutung haben und ihre Förderung daher beim Bund liegen sollte, nicht nur bei dem Bundesland, auf dessen Gebiet das Vorhaben oder die Institution liegt.
Seit ihrer Gründung hat die Stiftung ihren Sitz auf dem Gelände der Franckeschen Stiftungen in Halle (Saale). Im Oktober 2012 eröffnete die damalige Bundeskanzlerin Angela Merkel den Neubau der Kulturstiftung am Franckeplatz 2, der von dem Münchner Architektenbüro Dannheimer & Joos entworfen wurde.
Bis Dezember 2022 hatte die Gründungsdirektorin Hortensia Völckers die Künstlerische Leitung inne.

## Zielsetzung
Die Stiftung soll laut Satzung Kunst und Kultur im Rahmen der Zuständigkeit des Bundes fördern, was sie von der Kulturstiftung der Länder unterscheidet. Der Schwerpunkt liegt auf innovativen Projekten im internationalen Kontext. Viele geförderte Projekte sind daher in Deutschland und im Ausland zu sehen. Die Förderung von Projekten, die nur im Ausland stattfinden, ist nicht möglich.

## Projektförderung
Im Bereich „Allgemeine Projektförderung“ können Kulturschaffende und Institutionen aus dem In- und Ausland Fördergelder für Projekte aus allen künstlerischen Sparten beantragen, wenn diese in einem internationalen Kontext stehen und neue künstlerische Impulse setzen. Die Stiftung hält eine Website bereit, auf der sie über die aktuell und in der Vergangenheit geförderten Projekte informiert.
Zweimal im Jahr tagt eine interdisziplinäre Jury, die aus den eingereichten Anträgen Projekte auswählt und dem Vorstand der Kulturstiftung zur Förderung empfiehlt. Dabei müssen Antragsteller bestimmte Voraussetzungen beachten, etwa die Antragssumme von mindestens 50.000 Euro und einen gesicherten Anteil an Eigenmitteln von 20 Prozent. Über die Förderung von Anträgen bis zu 250.000 Euro entscheidet der Vorstand der Kulturstiftung, Anträge mit einer höheren Förderungssumme werden vom Stiftungsrat beschlossen. Antragsfrist für die Einreichung von Förderanträgen ist der 31. Januar beziehungsweise der 31. Juli.

## Programme
Die Stiftung befasst sich außerdem mit der kulturellen Dimension von gesellschaftlichen Entwicklungen und konzipiert dazu eigene Programme und Veranstaltungen. In den ersten zehn Jahren konnten Wegmarken mit Programmen wie Schrumpfende Städte, Migration, Tanzplan, Fonds Heimspiel (neue urbane Themen im Theater), Mittel- und Osteuropa, Jedem Kind ein Instrument oder Arbeit in Zukunft gesetzt werden.
Zurzeit fördert die Stiftung folgende Programme:
Zero – klimaneutrale Kunst- und Kulturprojekte Mit der bundesweiten Nachhaltigkeitsinitiative sollen Kulturschaffende ermutigt werden, die klimaneutrale Produktion von Kunstprojekten zu erproben.
Kultur Digital
Das Programm fördert die Entwicklung und Umsetzung richtungsweisender digitaler Vorhaben in Kultureinrichtungen. Es begleitet die Institutionen dabei, die digitalen Möglichkeiten und Herausforderungen der Gegenwart selbstbestimmt und gemeinwohlorientiert mitzugestalten und ihnen kreativ, aber auch kritisch zu begegnen.
dive in
Als Reaktion auf die Auswirkungen der Coronakrise im Kulturbereich unterstützt die Kulturstiftung deutsche Kulturinstitutionen mit dive in. Programm für digitale Interaktionen. Das Programm soll es diesen Institutionen ermöglichen, der pandemiebedingten Situation mit neuen digitalen oder hybriden Dialog- und Austauschformaten zu begegnen. Für das Programm erhält die Kulturstiftung des Bundes 5 Mio. Euro aus dem Rettungs- und Zukunftspaket der Beauftragten der Bundesregierung für Kultur und Medien NEUSTART KULTUR.
360° – Fonds für Kulturen der neuen Stadtgesellschaft
Das Programm fördert Diversität im Kulturbetrieb und fordert städtische Kultureinrichtungen auf, die ganze Vielfalt der migrantischen Gesellschaft in den Blick zu nehmen. Dazu unterstützt es Veränderungsprozesse in den Bereichen Personal, Programm- und Publikumsentwicklung, die bundesweit modellhafte Ausstrahlung entwickeln können. Ein von der Stiftung veröffentlichter Diversitätskompass beschreibt Maßnahmen, die in den Kultureinrichtungen ausprobiert und für wirksam befunden wurden.
DOMiDLabs Mit dem Laborformat unterstützt die Kulturstiftung des Bundes die migrantische Bürgerbeteiligung bei der experimentellen Entwicklung des Migrationsmuseums „Haus der Einwanderungsgesellschaft“ in Köln-Kalk.
pik – Programm für inklusive Kunstpraxis Im Fokus dieses mehrjährigen Förderprogramms steht die Verbesserung der Arbeitssituation von Künstlerinnen und Künstlern mit Behinderung.
TRAFO – Modelle für Kultur im Wandel
Mit dem Programm TRAFO – Modelle für Kultur im Wandel wendet sich die Kulturstiftung des Bundes erstmals gezielt an ländliche Regionen und kleinere Gemeinden mit ihrem Kulturangebot, um dort Transformationsprozesse anzustoßen und Kultureinrichtungen zu stärken.
Neue Auftraggeber
Ein umfassendes und dauerhaftes bürgerschaftliches Engagement steht auch im Fokus des Programms Neue Auftraggeber, bei dem lokale Initiativen mit international renommierten Künstlerinnen und Künstlern in Kontakt treten, um ein Werk in Auftrag zu geben.
Fonds TANZLAND
Mit dem Fonds TANZLAND möchte die Kulturstiftung das Angebot an zeitgenössischen Tanzproduktionen gezielt in kleineren und mittleren Städten erweitern oder überhaupt erst möglich machen.
tuned – Netzwerk für zeitgenössische Klassik Mit dem Pilot-Programm fördert die Stiftung innovative Ansätze, die Alternativen zum klassischen Konzertbetrieb aufzeigen.
Jupiter
Mit dem Programm Jupiter – Darstellende Künste für junges Publikum will die Kulturstiftung den Bereich Kinder- und Jugendtheater, Junge Oper und Tanz in seiner kulturpolitischen Bedeutung und fachöffentlichen Wahrnehmung stärken.
YUNIK – Konferenz für kulturelle Bildung Die bundesweite Diskurs- und Austauschplattform dient der Vernetzung von Akteurinnen und Akteuren der Kulturvermittlung.
TURN & TURN2
Der internationale Themenschwerpunkt Afrika widmet sich deutsch-afrikanischen Kulturbeziehungen. Dafür wurde der Fonds TURN eingerichtet, der den künstlerischen Austausch und die Kooperation zwischen deutschen und afrikanischen Künstlern und Institutionen fördert. Der Fonds soll eine möglichst breite und von vielen Institutionen in Deutschland getragene Beschäftigung mit dem künstlerischen Schaffen in afrikanischen Ländern anregen. Deutsche Kultureinrichtungen aller Sparten sind aufgefordert, neue Formen der künstlerischen Zusammenarbeit mit afrikanischen Partnern zu erproben. Im Anschluss daran fördert die Kulturstiftung mit dem Programm TURN2 transkontinentale Projekte und Residencies.
Initiative für ethnologische Sammlungen Mit der Initiative führt die Stiftung ihre Förderung einer zeitgemäßen und globalen Ausrichtung von Museumssammlungen fort.
Mit Projekten im Bereich ‚Kunst der Vermittlung‘ möchte die Kulturstiftung dazu beitragen, vielen Menschen einen Zugang zu Kunst und Kultur zu verschaffen. Die Projekte sollen die Erprobung neuer Vermittlungsformen ermöglichen und das gesellschaftliche Verantwortungsbewusstsein stärken. Das Netzwerk Neue Musik, die Modellprogramme Jedem Kind ein Instrument und Kulturagenten für kreative Schulen sowie der Tanzfonds Partner konnten Entwicklungen in der kulturellen Bildungslandschaft anstoßen.
Außerdem versucht die Stiftung, Partner und interessierte Institutionen zu motivieren, sich mit ökologischen Fragen und nachhaltiger Arbeitsweise auseinanderzusetzen. Mit ihrem Programmschwerpunkt ‚Kultur der Nachhaltigkeit‘ hat sie eine Reihe eigener Initiativprojekte (z. B. Über Lebenskunst oder Nachhaltigkeit trainieren!) ins Leben gerufen und Projekte gefördert, die sich mit diesen Themen beschäftigen. Mit dem bundesweiten Pilotprojekt Klimabilanzen in Kulturinstitutionen wurden Kultureinrichtungen dabei unterstützt, den eigenen CO2-Fußabdruck zu ermitteln.
Die Stiftung selbst hat sich einem Umweltprogramm verschrieben, das sie zu einer fortwährenden Verbesserung ihres Umweltverhaltens verpflichtet. Am 30. Mai 2012 wurde der Kulturstiftung des Bundes das EMAS-Zertifikat für ökologisches Wirtschaften verliehen. Das Zertifikat gilt als Auszeichnung für Organisationen, die freiwillig die Voraussetzungen der EG-Öko-Audit-Verordnung erfüllen. Am 29. März 2022 verlieh die Industrie- und Handelskammer Halle-Dessau als zentrale EMAS-Registrierungsstelle Sachsen-Anhalt der Kulturstiftung des Bundes eine Urkunde für 10 Jahre erfolgreiche Registrierung nach EMAS-Verordnung.

## Kulturpolitische Positionierung
Die Gründung führte zu einer kulturpolitischen Streitsituation zwischen Bund und Ländern, da die Mehrheit der Bundesländer in der Stiftung eine Konkurrenz für die grundgesetzlich garantierte Kulturhoheit der Länder sahen. Eine Lösung des Konflikts im Zuge der Verhandlungen zur Föderalismusreform 2004 kam nach deren Scheitern nicht mehr zustande. Im Dezember 2006 verständigten sich die amtierenden Stiftungsratsvorsitzenden, Kulturstaatsminister Bernd Neumann (Bund) und Ministerpräsident Christian Wulff (Länder), darauf, in der laufenden Legislaturperiode keine weiteren Anläufe zu einer Fusion beider Stiftungen nehmen zu wollen. Die Kulturstiftung des Bundes und die Kulturstiftung der Länder fördern regelmäßig gemeinsame Ausstellungsprojekte, die zum Profil beider Stiftungen passen.

## Stiftungsrat, Jury und Stiftungsbeirat
Der Stiftungsrat trifft die Leitentscheidungen für die inhaltliche Ausrichtung, insbesondere die Schwerpunkte der Förderung, und die Struktur der Kulturstiftung. Der aus derzeit 14 Mitgliedern bestehende Stiftungsrat spiegelt die bei der Errichtung der Stiftung maßgebenden Ebenen der politischen Willensbildung wider.
Die Projekte der Kulturstiftung des Bundes werden auf der Grundlage von Juryvorschlägen bewilligt und auf Stiftungsratsitzungen beschlossen. Die Jury setzt sich aus Fachleuten der verschiedenen künstlerischen Sparten zusammen und befindet über die Anträge in der allgemeinen Projektförderung.
Der Stiftungsbeirat gibt Empfehlungen zu den inhaltlichen Schwerpunkten der Stiftungstätigkeit. In ihm sind Persönlichkeiten aus Kultur, Kunst, Wirtschaft, Wissenschaft und Politik vertreten.

## Kulturelle Leuchttürme
Neben der Projekt- und Programmförderung ermöglicht die Stiftung herausragenden Kulturinstitutionen und Festivals durch ihre Förderung mehrjährige Planungssicherheit. Zu den Kulturellen Leuchttürmen zählen:
- documenta
- Berlin Biennale für zeitgenössische Kunst
- transmediale
- Tanzkongress
- Donaueschinger Musiktage
- Theatertreffen
- Ensemble Modern
- World Cinema Fund

## Magazin

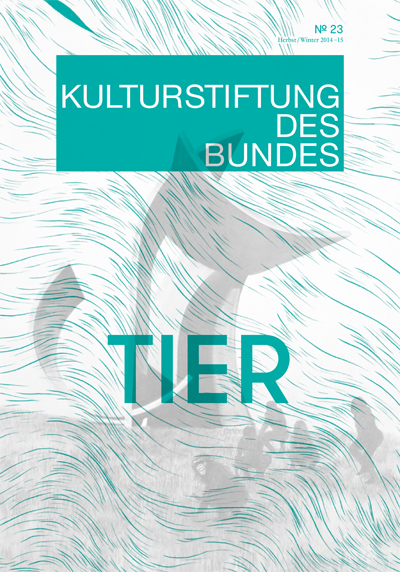
Magazin #23 der Kulturstiftung des Bundes

Das Magazin der Stiftung erscheint halbjährlich und will einen aktuellen und facettenreichen Einblick in die Stiftungsarbeit vermitteln. Dargestellt werden aktuell geförderte Projekte und Programme, begleitet von Essays internationaler Autoren, Interviews, Bildstrecken oder literarischen Texten. Die Beiträge stammen von Künstlern, Wissenschaftlern, Philosophen und Kuratoren.
Die jüngsten Ausgaben des Magazins hatten jeweils einen Themenschwerpunkt. Das Magazin #21 beschäftigte sich mit Krieg. Im Mittelpunkt der Ausgabe #22 stand der afrikanische Kontinent. Die Ausgabe #23 widmete sich Projekten und Themen rund um die Natur und das Tier. Das Magazin #24 behandelte das Themenfeld Religion. Das Magazin #31 (Herbst/Winter 2018) lenkte mit seinem thematischen Schwerpunkt Land den Blick auf Stärken und Schwächen kultureller Produktion im ländlichen Raum.
Das Magazin wird auch online und als E-Paper angeboten. Das Magazin #38 zum 20-jährigen Jubiläum der Stiftung stellt die vorerst letzte Ausgabe dar.

## Neubau
Auf dem Gelände der Franckeschen Stiftungen entstand der Neubau für den Sitz der Kulturstiftung des Bundes nach den Plänen des Münchner Architektenbüros Dannheimer & Joos.
Der Bau verbindet die Ziele der Stiftung mit zeitgemäßer Baukultur und einer energieeffizienten, nachhaltigen Technologie und fügt sich in die bestehende historische Häuserzeile der Franckeschen Stiftungen ein. Hierzu zählen Lüftungstruhen mit Wärmerückgewinnung, eine Dreischeibenverglasung, eine Photovoltaikanlage auf dem Dach sowie eine Dämmung des Neubaus.
Der Neubau erhielt am 12. Juni 2013 im Rahmen der Auslobung des Deutschen Architekturpreises 2013 eine von fünf Auszeichnungen.